# Paläobiologie
Als Paläobiologie werden Teilgebiete, Methoden und Konzepte innerhalb der Paläontologie zusammengefasst, die der biologischen Erforschung ausgestorbener Organismen gewidmet sind. Auch Fragestellungen der Biofazies-Analyse, der Fossilisationslehre und der Biostratigraphie können im Rahmen der Paläobiologie thematisiert werden. Untersuchungsgegenstand der Paläobiologie sind neben den Fossilien auch molekularbiologische Daten heute lebender und kürzlich ausgestorbener Organismen („Molekulare Paläobiologie“) sowie heute lebende Vergleichsorganismen, deren Biologie nach dem Prinzip der phylogenetischen Umklammerung („Extant Phylogenetic Bracket“) oder auf Grundlage von Analogieschlüssen Aussagen zur Biologie ausgestorbener Organismen zulässt (Aktuopaläontologie). Als (ein) Begründer dieser Forschungsrichtung gilt der Wiener Othenio Abel.
Die Paläobiologie kann analog zur Biologie in Paläozoologie und Paläobotanik (und weiter) systematisch untergliedert werden. Insofern sie Daten über ausgestorbene Gruppen miteinbeziehen und/oder über diese Aussagen zu treffen suchen, können viele Forschungsrichtungen der Biologie heute lebender Organismen („Neonatologie“) auch Teil der Paläobiologie sein. Das trifft für die Vergleichende Anatomie, die Systematik, die Phylogenetik, die Funktionsmorphologie, die Ökologie und die Biogeographie als klassische Felder paläontologischer Forschung zu. Besonders seit den 1980er Jahren sind auch weitere Teilgebiete wie die Physiologie, die Pathologie, die Skeletthistologie, die Sklerochronologie,  die Entwicklungsbiologie, die Verhaltensbiologie, die Biomechanik, die Molekularbiologie und die Biochemie häufig Gegenstand paläobiologischer Forschung.
Abgegrenzt wird die Paläobiologie von der Angewandten Paläontologie, die sich mit Fossilien als Informationsquelle zur Untersuchung geowissenschaftlicher Fragestellungen befasst und die Fossilien z. B. für die zeitliche Einordnung von Sedimentgesteinen (Biostratigraphie) und für die Charakterisierung geologischer Bildungsräume (Biofazies-Analyse) heranzieht.

## Extant Phylogenetic Bracket
Um hypothetische Aussagen über die Weichkörper-Anatomie oder andere nicht erhaltungsfähige Merkmale ausgestorbener Lebewesen zu treffen, nutzen Paläobiologen das Prinzip der phylogenetischen Umklammerung (Extant Phylogenetic Bracket): Merkmale, die sowohl in der am nächsten und als auch in der am zweitnächsten verwandten, heute lebenden Gruppe einer ausgestorbenen Gruppe auftreten, können – möglicherweise – auch für diese ausgestorbene Gruppe als gegeben unterstellt werden.
|  | Gruppe A, rezent, besitzt Merkmal x |
|  | |
|  | \| \| Gruppe B, ausgestorben, Vorhandensein von Merkmal x geschlussfolgert \| \| \| \| \| \| Gruppe C, rezent, besitzt Merkmal x \| \| \| \| |
|  | |
|  | Gruppe B, ausgestorben, Vorhandensein von Merkmal x geschlussfolgert                                                                         |
|  | |
|  | Gruppe C, rezent, besitzt Merkmal x |
|  | |

|  | Gruppe B, ausgestorben, Vorhandensein von Merkmal x geschlussfolgert |
|  |                                                                      |
|  | Gruppe C, rezent, besitzt Merkmal x                                  |
|  |                                                                      |